# Abuta chocoensis
Abuta chocoensis é uma espécie de planta com flores da família Menispermaceae encontrada perto de Chocó, na Colômbia, entre Rio San Pablo (Pueblo Nuevo) e Las Ánimas. É parte do gênero Abuta, que consiste em cerca de 32 espécies nativas da América Central e do Sul tropical.